# IHS Markit
Pour les articles homonymes, voir IHS.
IHS Markit est une entreprise américaine d'information économique.

## Histoire
En 2004 IHS achète le CERA (Cambridge Energy Research Associates) qui la rebaptise IHS CERA en 2009.
En novembre 2010, IHS acquiert l'entreprise d'information sur le monde informatique, Isuppli pour 95 millions de dollars.
En décembre 2015, IHS annonce l'acquisition de Carproof, une entreprise canadienne spécialisée dans les données économiques du secteur de l'automobile.
En janvier 2016, IHS annonce l'acquisition pour 650 millions de dollars d'Oil Price Information Service, entreprise spécialisée dans le cotation du prix du pétrole.
En mars 2016, IHS annonce l'acquisition de Markit, une entreprise britannique d'information financière, pour 5,9 milliards de dollars en actions. Les actionnaires de Markit doivent détenir 43 % du nouvel ensemble après l'opération. Le siège social de la nouvelle entité est située au Royaume-Uni via une opération d'inversion.
En mai 2018, IHS Markit annonce l'acquisition d'Ipreo pour 1,86 milliard de dollars.
En novembre 2020, S&P Global annonce la fusion de ses activités avec IHS Markit, pour 44 milliards de dollars, en actions seulement.

## Principaux actionnaires
Au 8 février 2020:
| The Vanguard Group                   | 10,3% |
| Artisan Partners                     | 5,84% |
| Canada Pension Plan Investment Board | 5,49% |
| Edgewood Management                  | 4,72% |
| SSgA Funds Management                | 3,83% |
| Wellington Management                | 3,68% |
| Fidelity Management & Research       | 2,96% |
| Temasek Holdings                     | 2,83% |
| T. Rowe Price Associates             | 2,72% |
| BlackRock Fund Advisors              | 2,39% |